# Holden HK
Holden HK — серия автомобилей, выпускавшихся с января 1968 по май 1969 года австралийской компанией Holden. 

## Модельный ряд
Первоначально в модельный ряд Holden HK входили четырёхдверный седан и пятидверный универсал. Комплектации:
- Belmont Sedan;
- Belmont Station Sedan;
- Kingswood Sedan;
- Kingswood Station Sedan;
- Premier Sedan;
- Premier Station Sedan.

Названия моделей Belmont и Kingswood были новыми для серии HK, которая являлась преемником выпускавшихся с 1953 года Standard и Special. Шильдик Premier был сохранён для топовой модели, которая теперь имела четыре фары и уникальную линию крыши, чтобы ещё больше отличать её от собратьев. HK по-прежнему оснащался рядными шестицилиндровыми двигателями объёмом 2,6—3,0 л; тем не менее, опционально устанавливались 5,0-литровые двигатели Chevrolet V8 (это был первый раз, когда автомобили Holden начали оснащаться двигателями V8).
В марте 1968 года в модельный ряд Holden HK были добавлены купе и фургоны. Комплектации:
- Belmont Utility;
- Belmont Panel Van;
- Kingswood Utility.

До появления моделей HK коммерческие автомобили Holden выпускались под названиями Holden Utility и Holden Panel Van. В июле 1968 года в модельный ряд серии HK были добавлены три разновидности купе:
- Brougham;
- Monaro;
- Monaro GTS[8];
- Monaro GTS 327[9][10].

Brougham отличался более высоким уровнем роскоши, чем Premier, который был вершиной модельного ряда Holden с момента появления шильдика в 1962 году. Длина Brougham была на 200 мм больше, чем у других седанов HK, хотя эта дополнительная длина была добавлена только к кузову, в то время как колёсная база осталась неизменной и составила 111 дюймов. В стандартной комплектации автомобиль оснащался двигателем V8 объёмом 307 кубических дюймов. Модели Monaro являлись двухдверными купе; первыми автомобилями с купеобразными кузовами стали Holden. Monaro GTS 327, в свою очередь, оснащался двигателем Chevrolet V8 объёмом 5,4 л (327 кубических дюймов), который также применялся в Chevrolet Impala и Pontiac Parisienne.

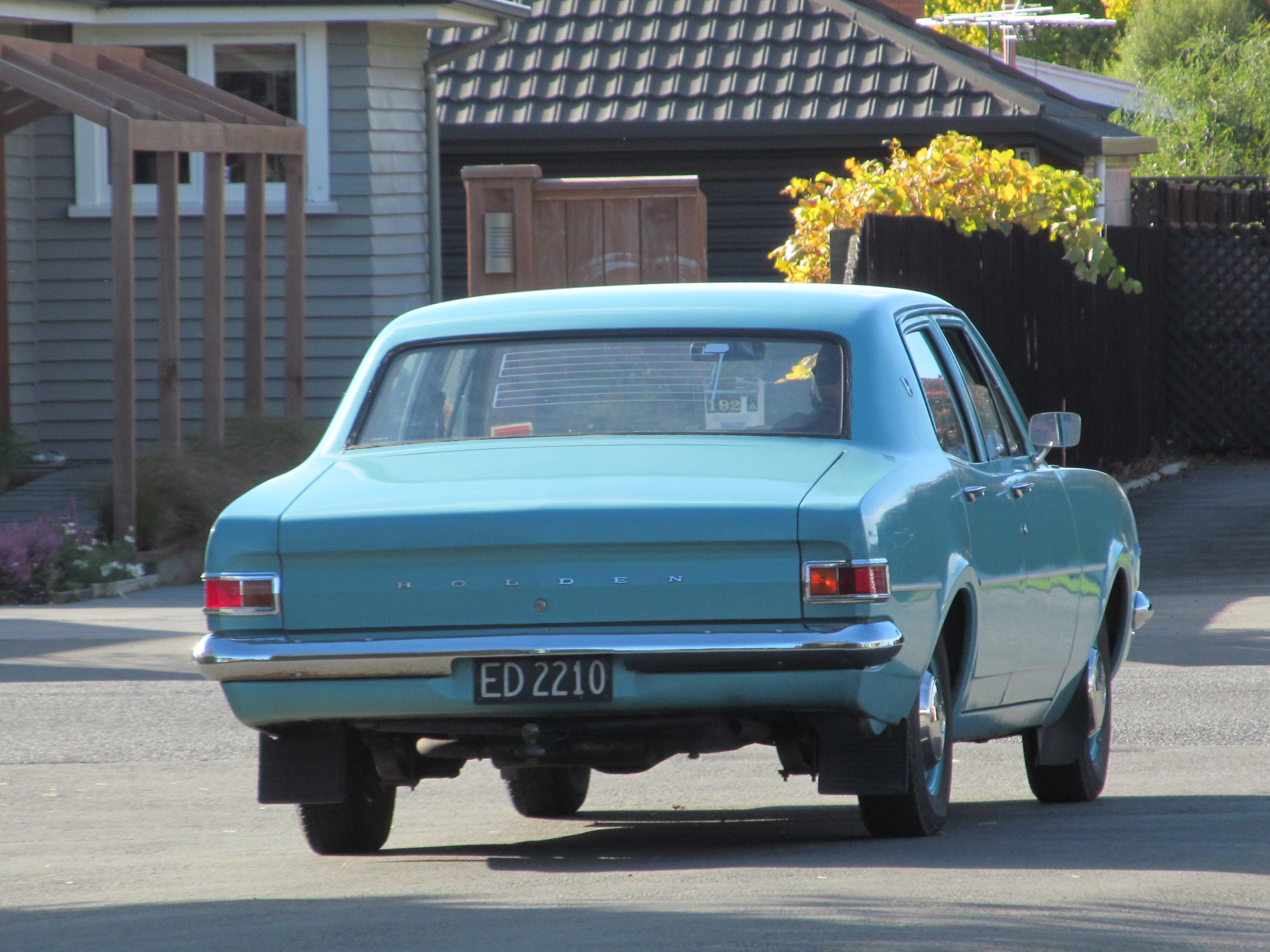
Holden Belmont (седан)
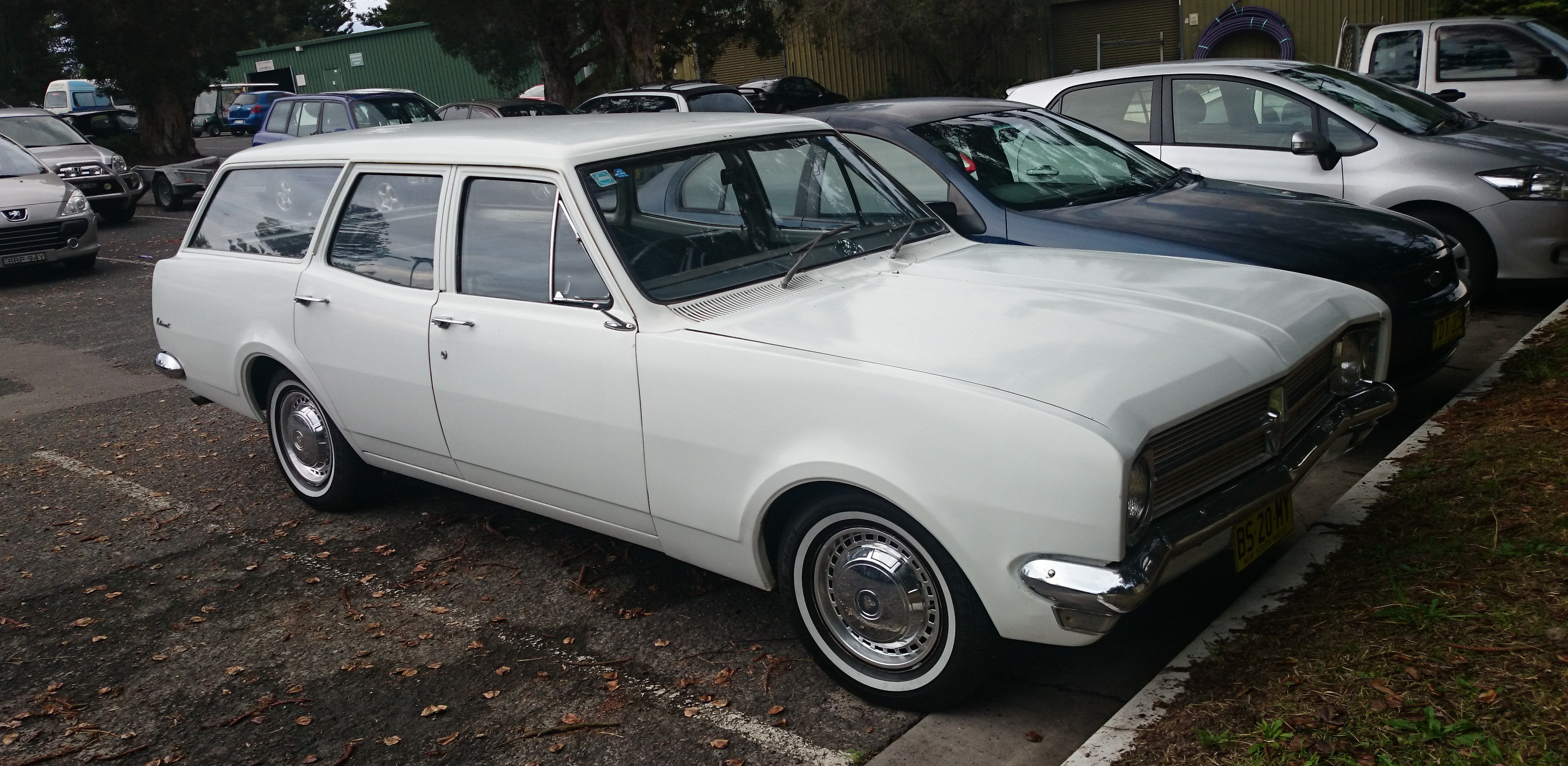
Holden Belmont (универсал)
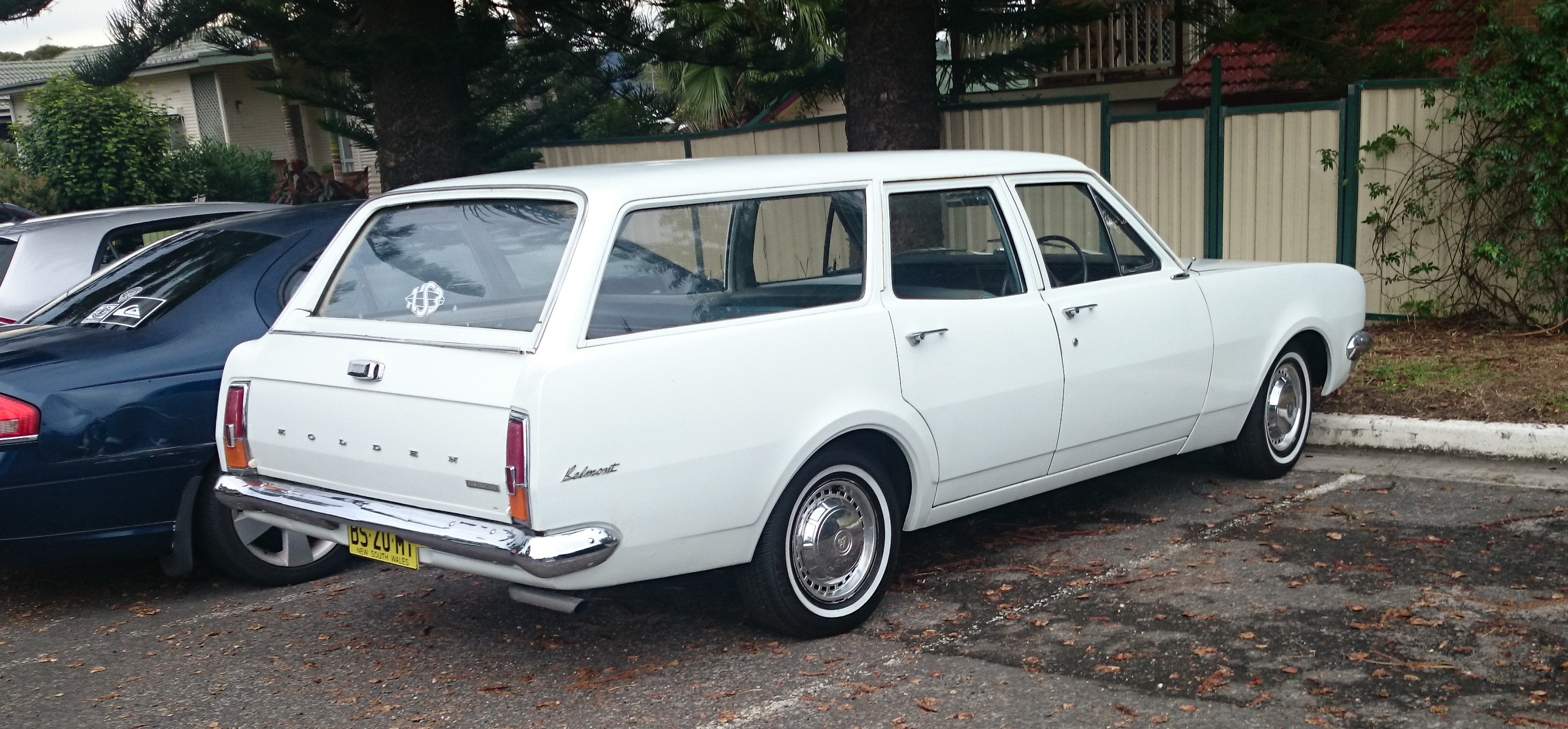
Holden Belmont (универсал)
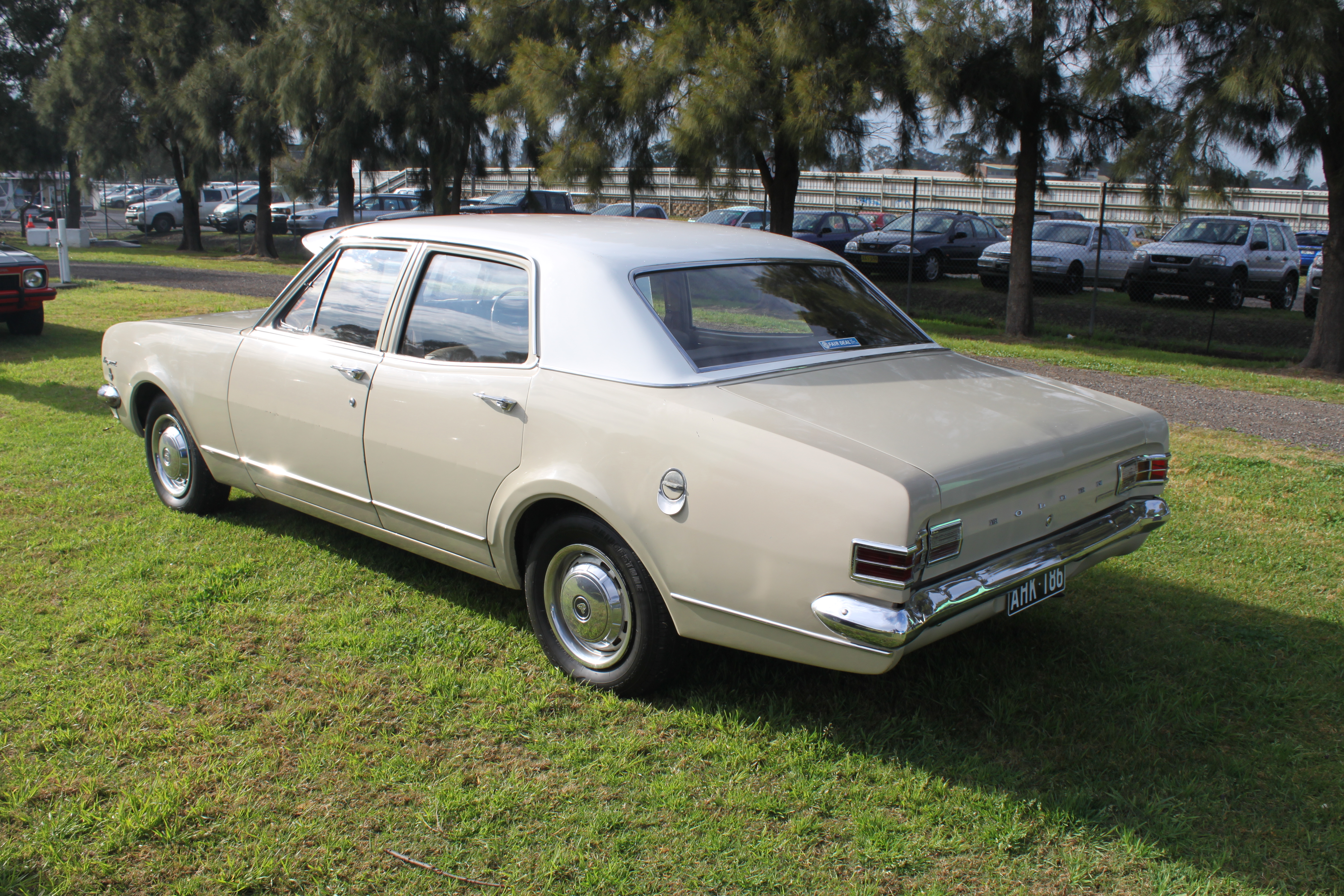
Holden Kingswood (седан)
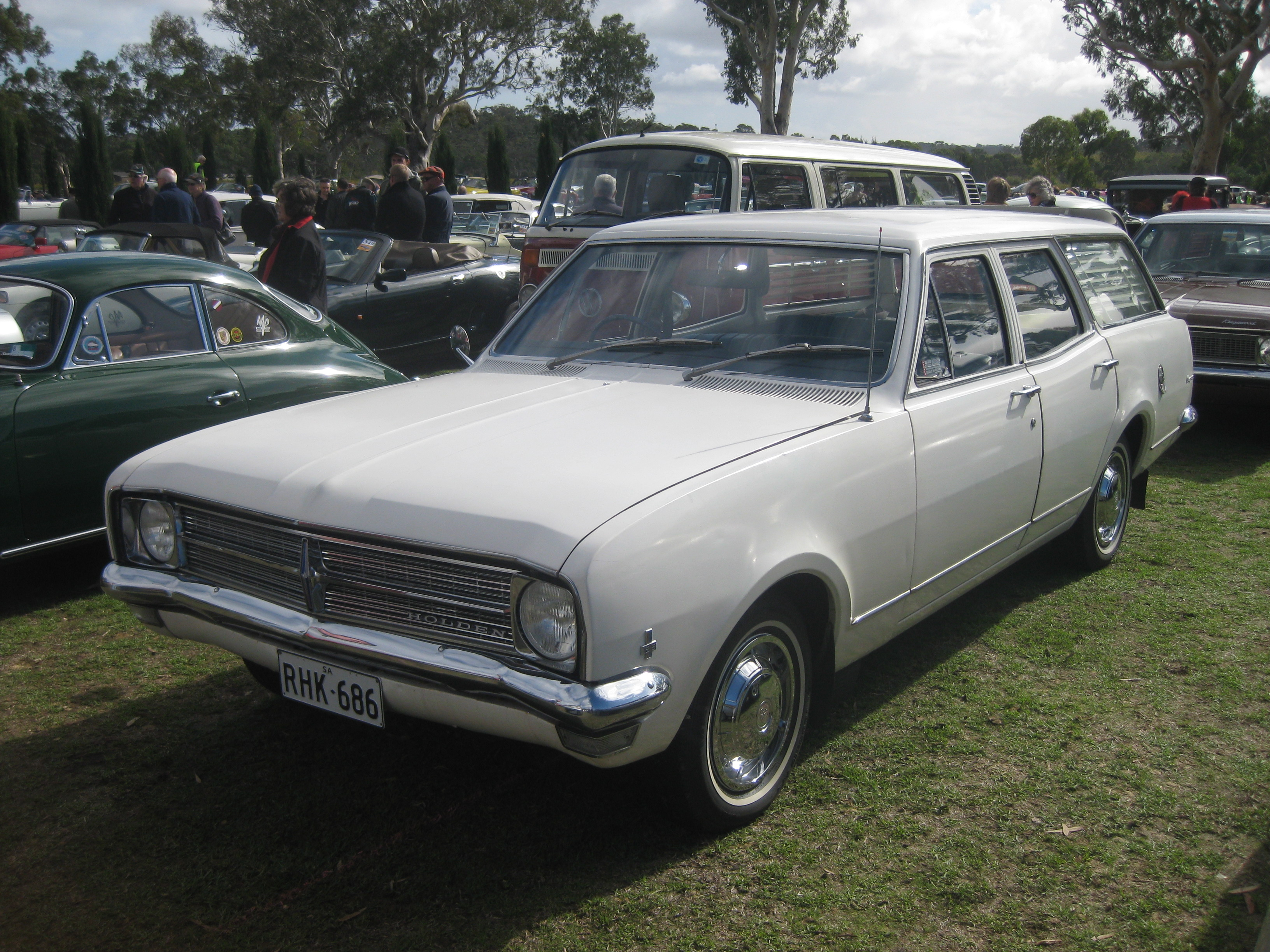
Holden Kingswood (универсал)
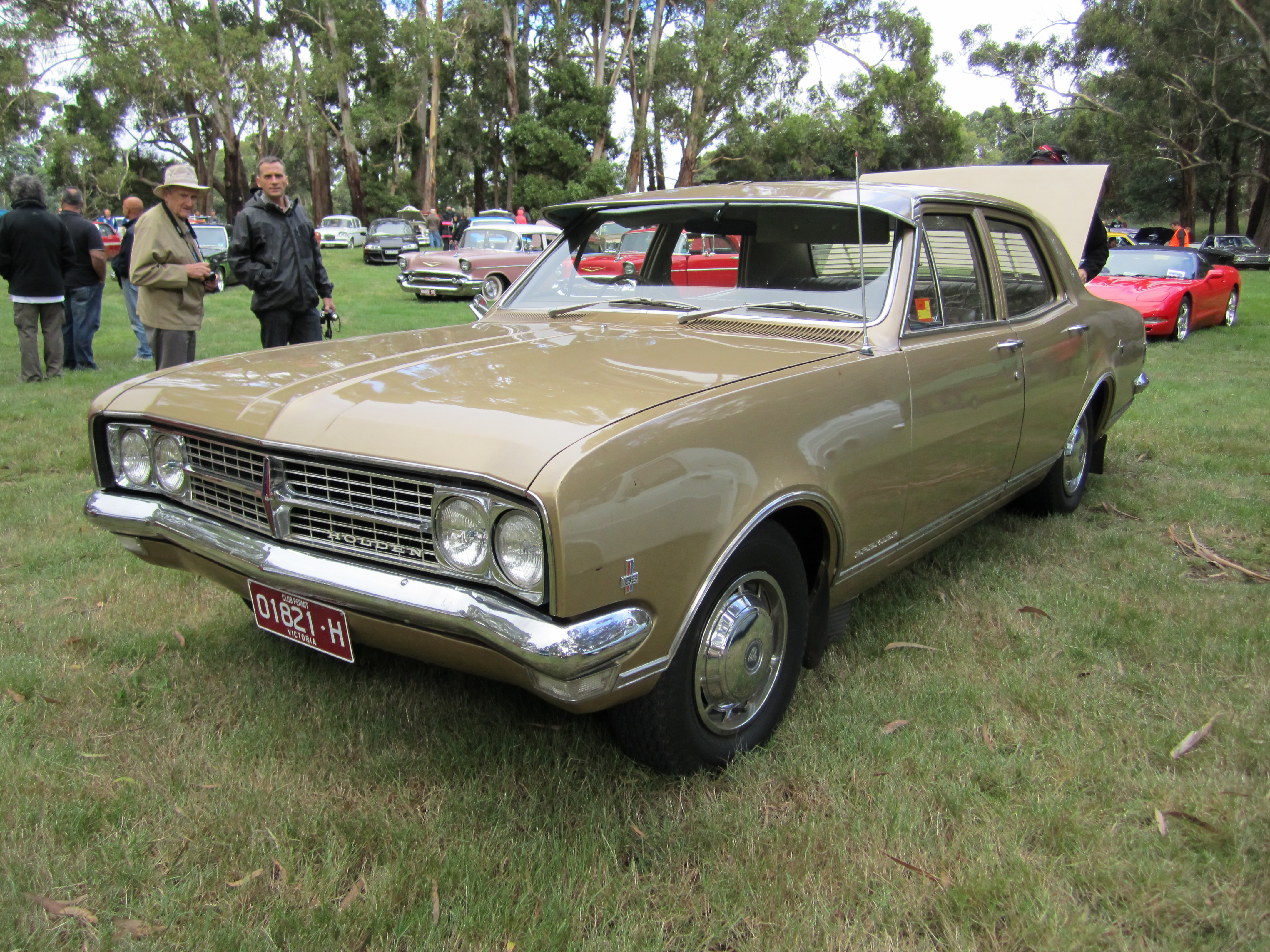
Holden Premier (седан)
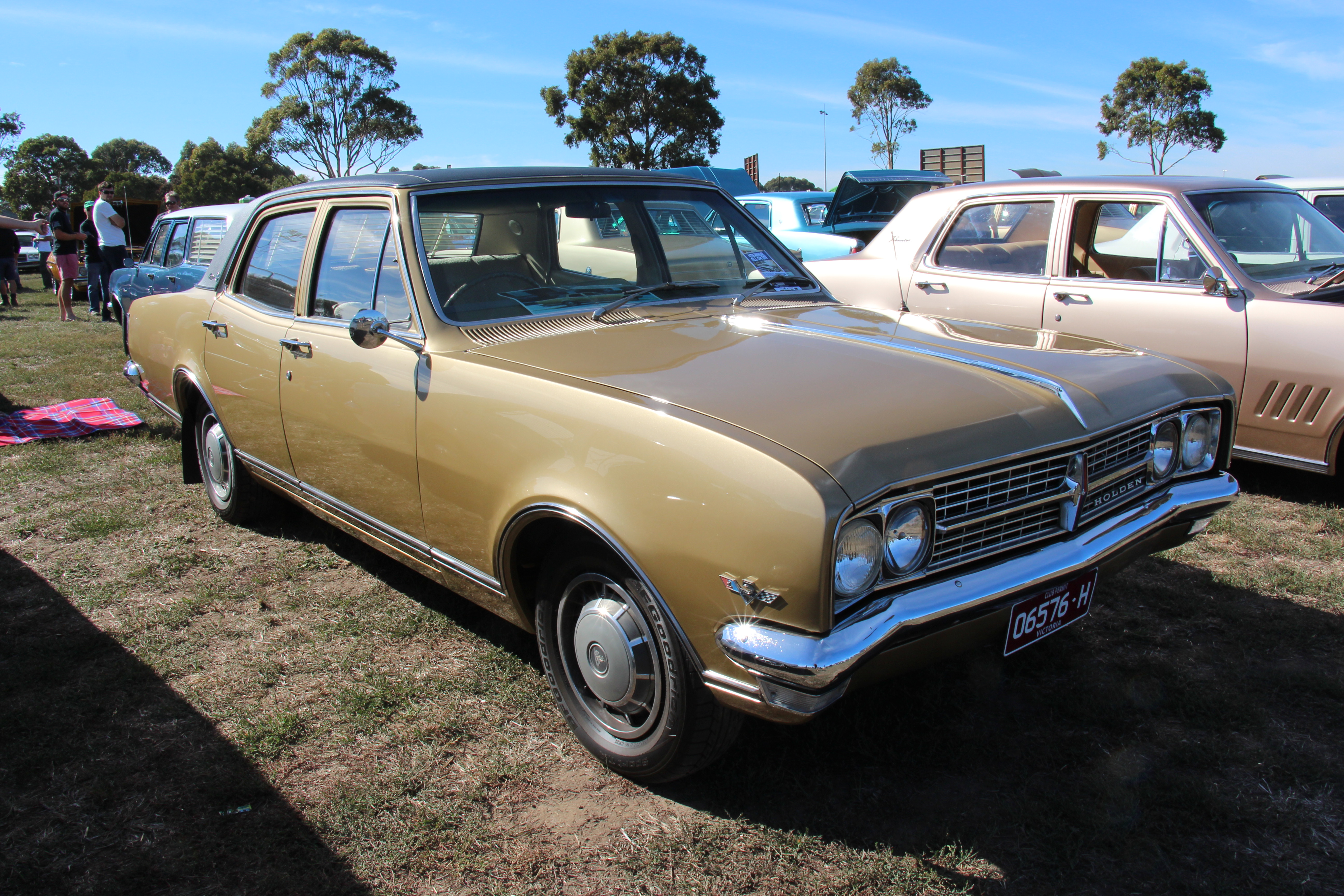
Holden Brougham
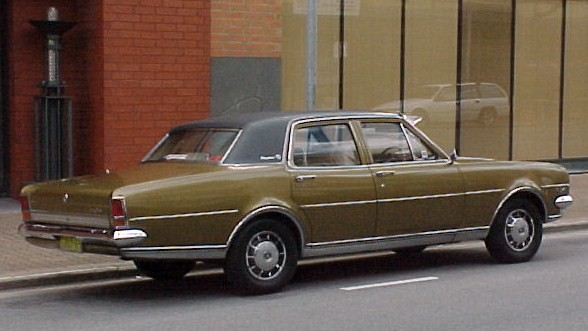
Holden Brougham
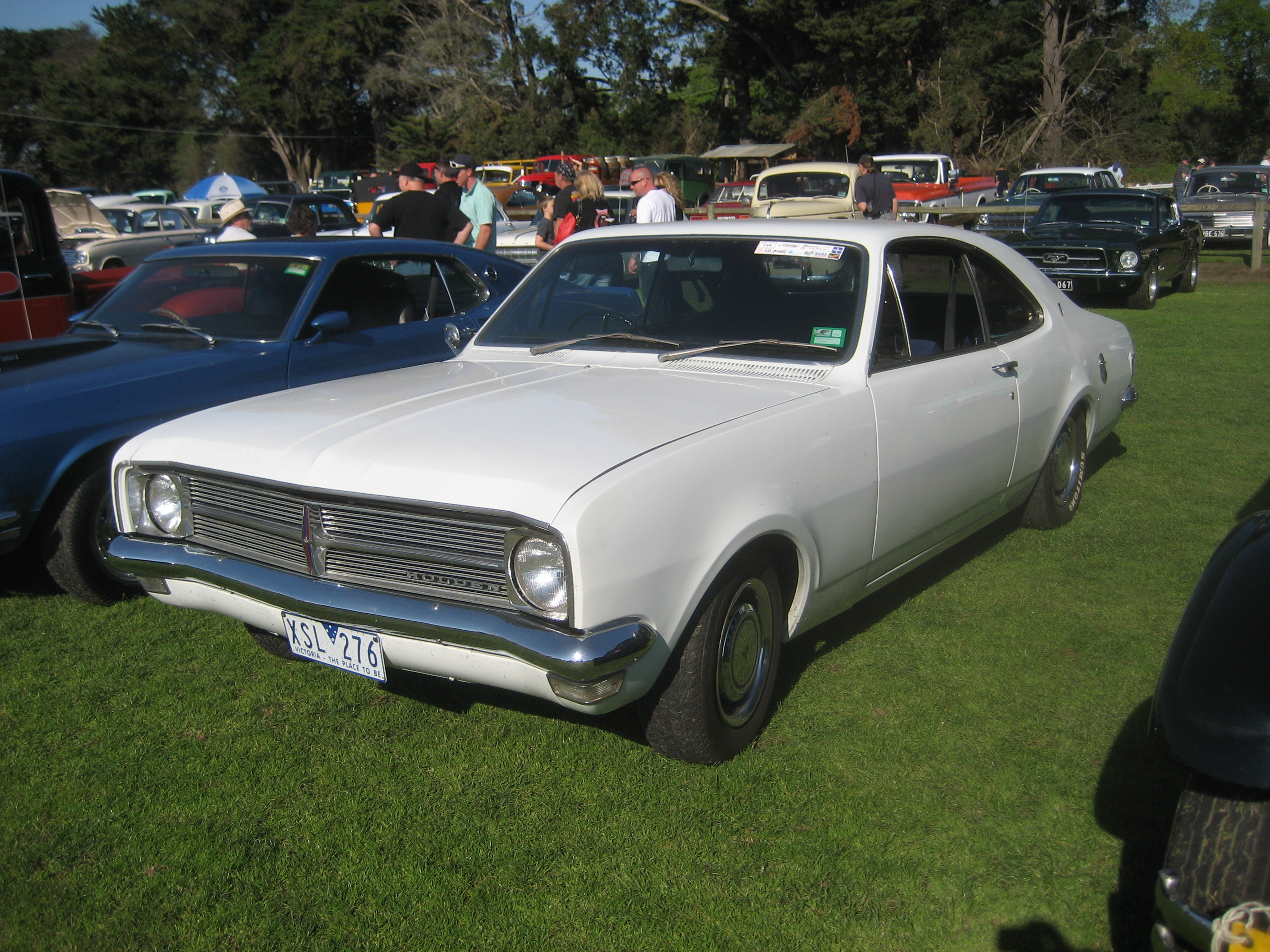
Holden Monaro
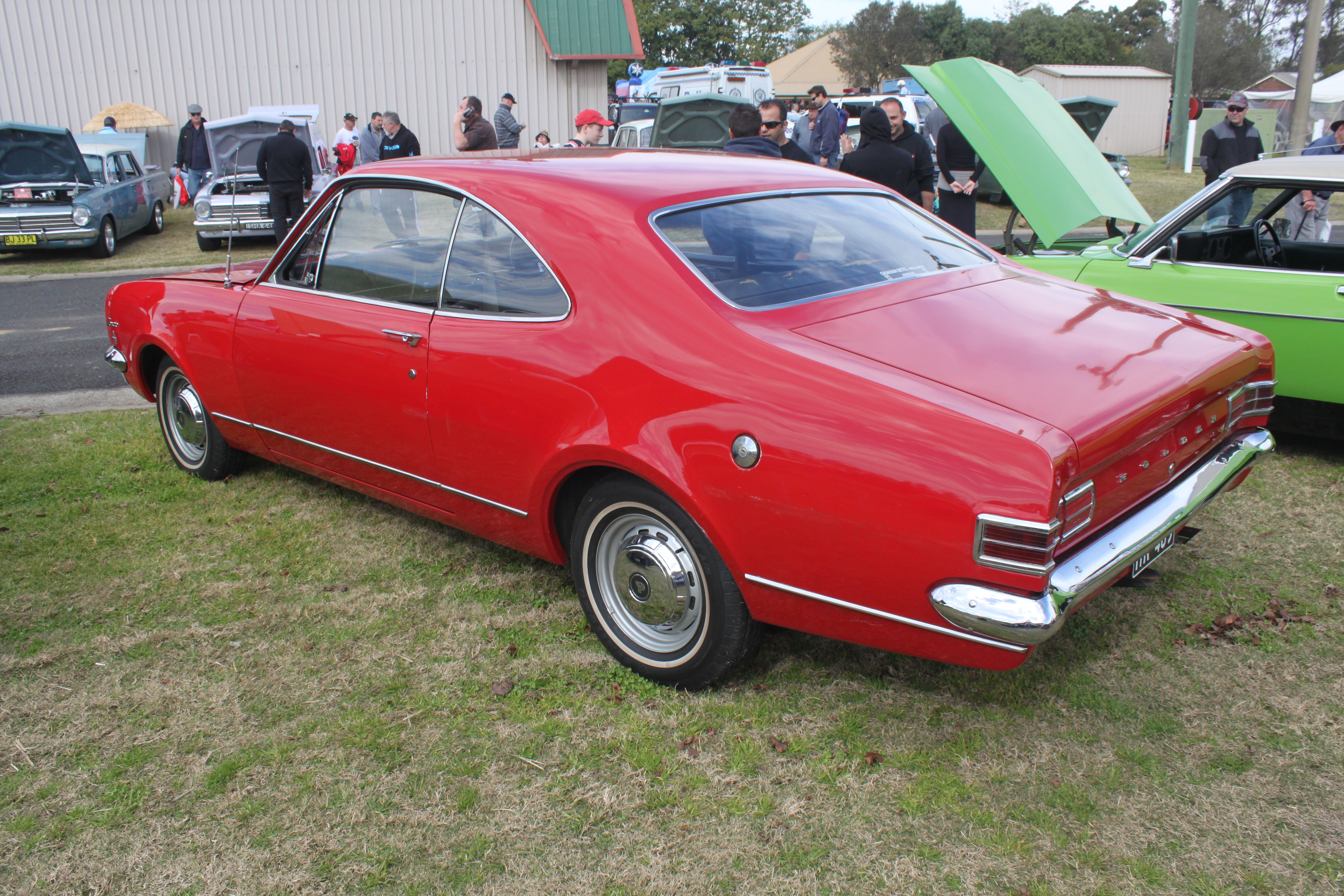
Holden Monaro
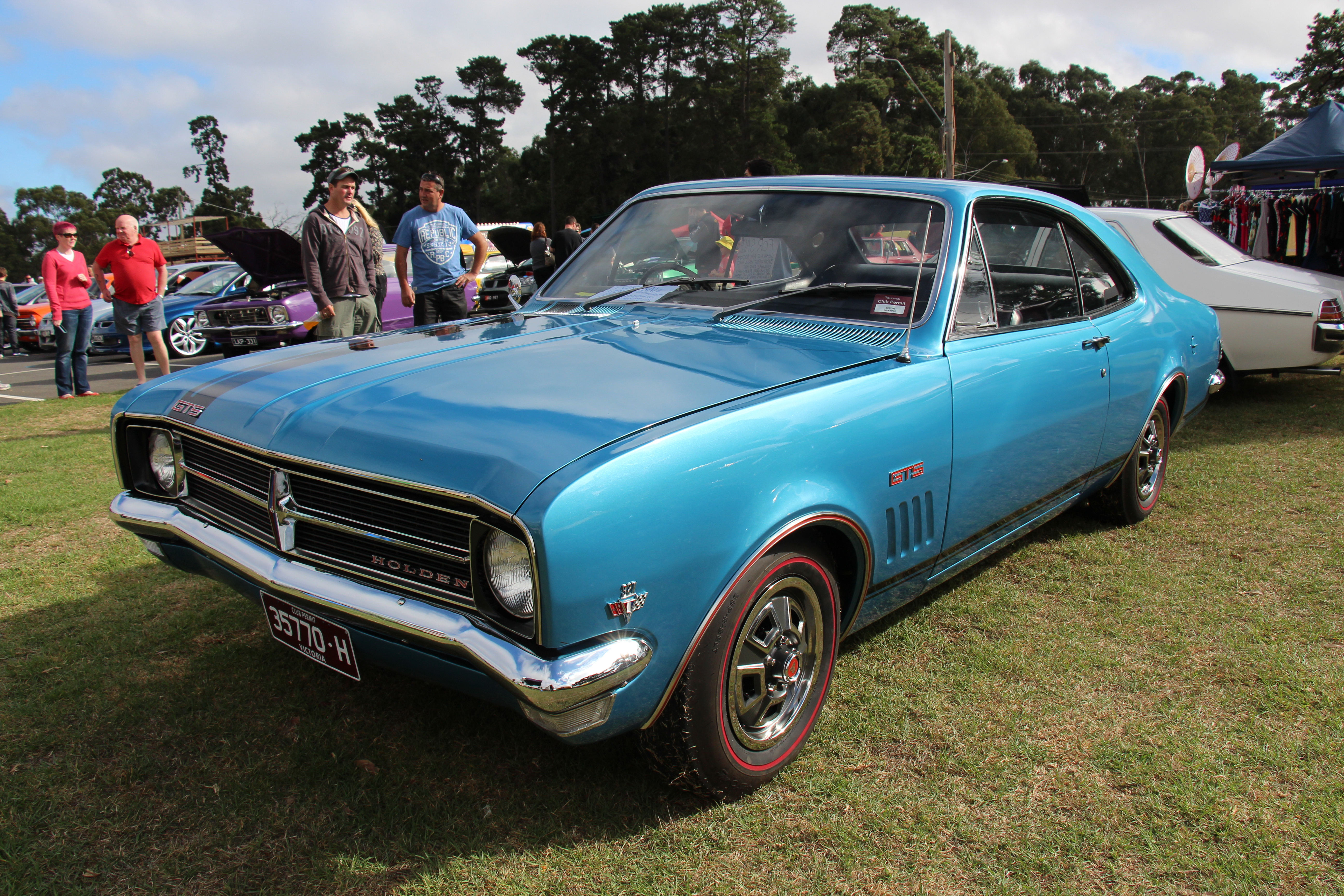
Holden Monaro GTS 327
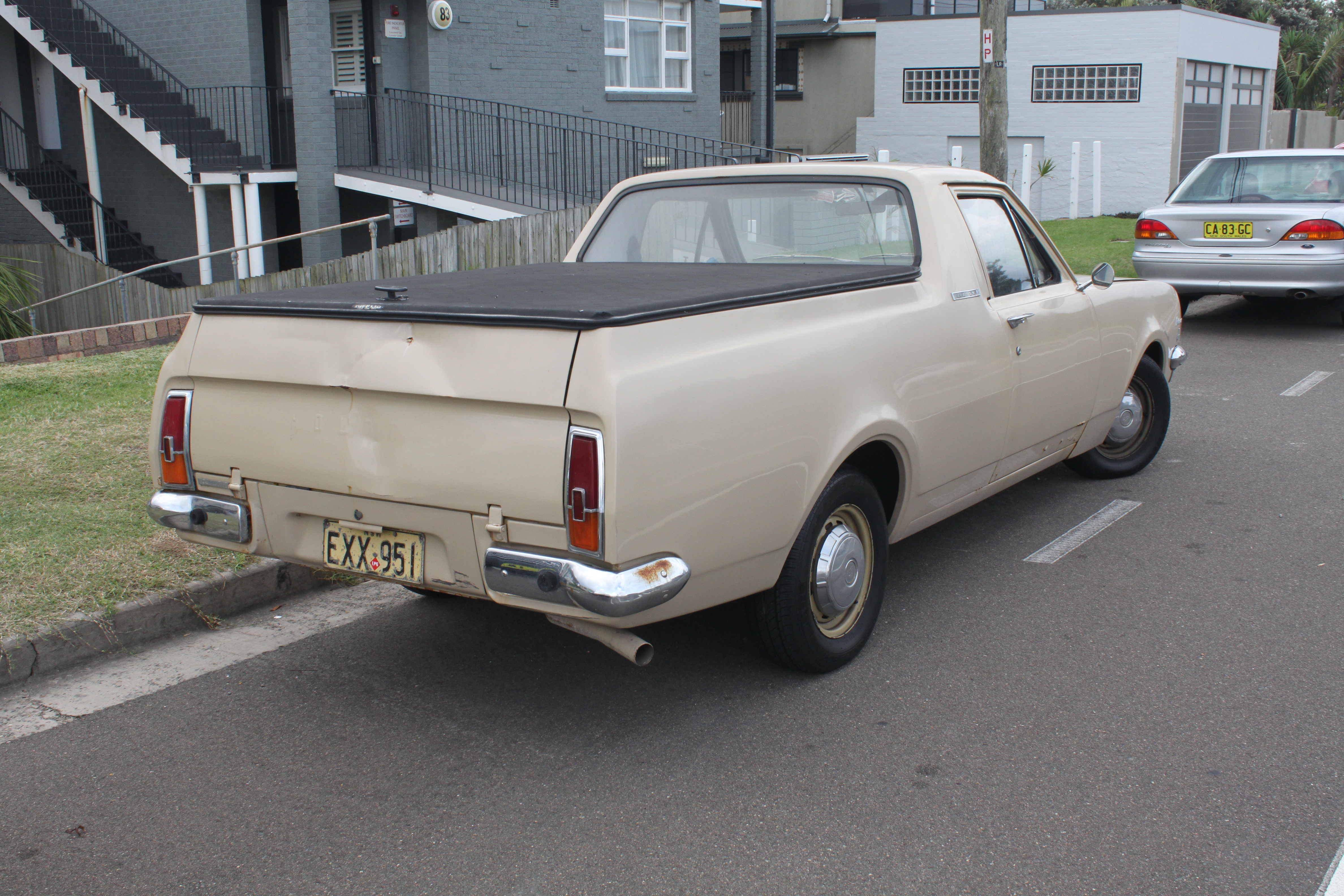
Holden Belmont (ют)
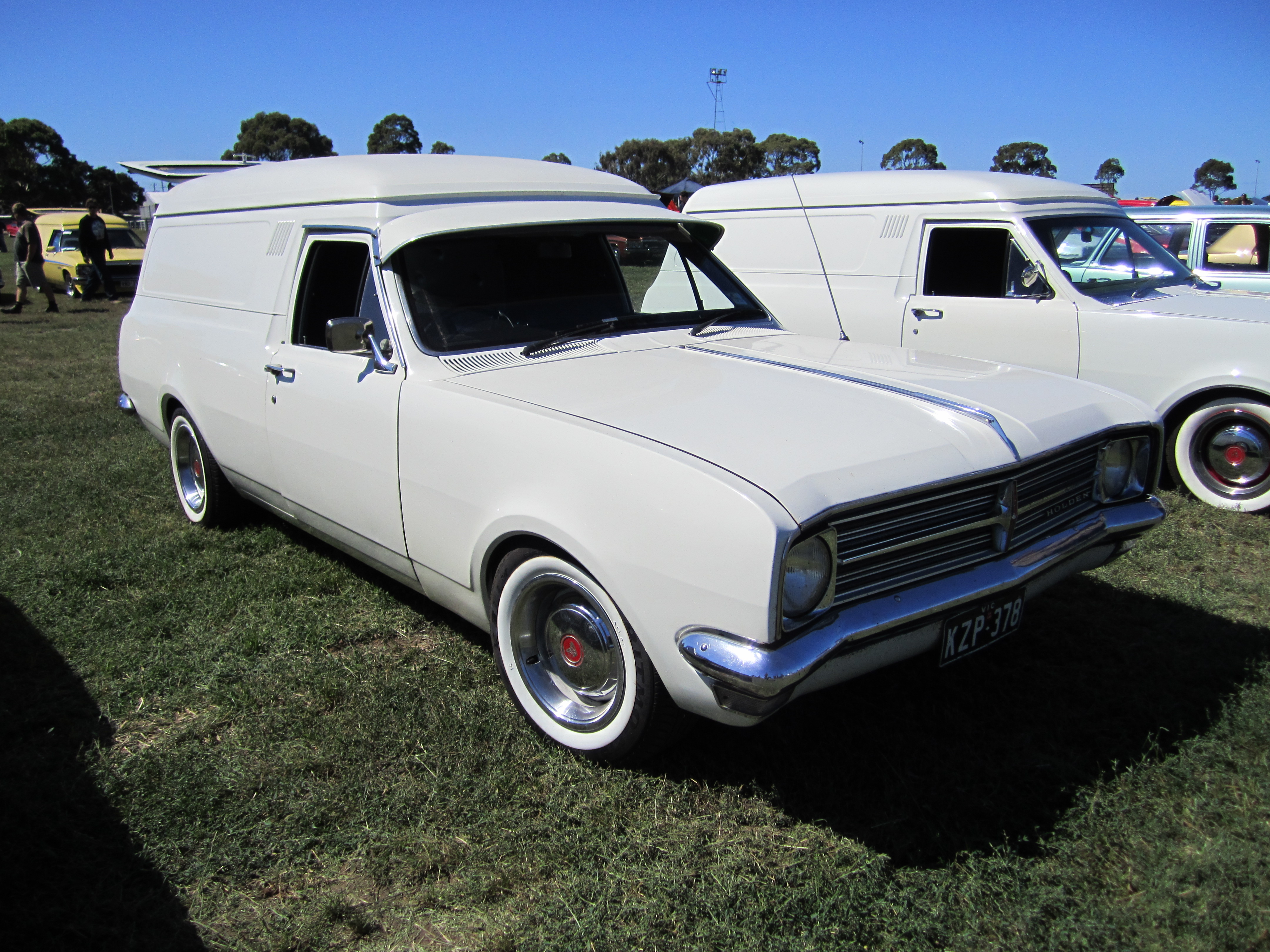
Holden Belmont (панельный фургон)

## Производство
В мае 1969 года преемником Holden HK стал Holden HT. Всего было выпущено в общей сложности 199039 единиц.

## Южная Африка
В ЮАР седан и универсал Holden HK продавались под названием Chevrolet Kommando, а ют продавался под названием Chevrolet El Camino. Продажи начались в мае 1969 года после двух лет разработки. Самым продаваемым автомобилем является седан с АКПП LS.